# Fodina obliterata
Fodina obliterata là một loài bướm đêm trong họ Noctuidae.